# جو هو-يونغ
جو هو-يونغ هو سياسي كوري جنوبي، ولد في 10 ديسمبر 1960 في محافظة ألجن في كوريا الجنوبية. نشط حزبياً في حزب سلطة الشعب.

## مناصب
- انتخب عضو الجمعية الوطنية الكورية الجنوبية  [لغات أخرى]‏ عن دائرة  خلال فترته النيابية  [لغات أخرى]‏ (30 مايو 2004 – 29 مايو 2008).
- انتخب عضو الجمعية الوطنية الكورية الجنوبية  [لغات أخرى]‏ عن دائرة  خلال فترته النيابية  [لغات أخرى]‏ (30 مايو 2008 – 29 مايو 2012).
- انتخب عضو الجمعية الوطنية الكورية الجنوبية  [لغات أخرى]‏ عن دائرة  خلال فترته النيابية  [لغات أخرى]‏ (30 مايو 2012 – 29 مايو 2016).
- انتخب عضو الجمعية الوطنية الكورية الجنوبية  [لغات أخرى]‏ عن دائرة  خلال فترته النيابية  [لغات أخرى]‏ (30 مايو 2016 – ).
- انتخب عضو الجمعية الوطنية الكورية الجنوبية  [لغات أخرى]‏ عن دائرة  خلال فترته النيابية  [لغات أخرى]‏ (30 مايو 2020 – ).